# 20832 Santhikodali
20832 Santhikodali è un asteroide della fascia principale. Scoperto nel 2000, presenta un'orbita caratterizzata da un semiasse maggiore pari a 2,7815941 UA e da un'eccentricità di 0,1439531, inclinata di 5,23488° rispetto all'eclittica.